# الکساندر ایلیچفسکی
الکساندر ویکتورویچ ایلیچوسکی(به روسی: Александр Викторович Иличевский) (زاده ۲۵ نوامبر ۱۹۷۰ در سومقاییت، جمهوری سوسیالیستی شوروی آذربایجان) نویسنده و شاعر روس زبان، دارنده جایزه بروکر روسی در سال ۲۰۰۷ به خاطر کتاب ماتیس و جایزه بولشایا کنیگا (کتاب بزرگ) در سال ۲۰۱۰ برای کتاب آن ایرانی است.

## تحصیلات و تحقیقات
مابین سال‌های ۱۹۸۵ و ۱۹۸۷، ایلیچوسکی در مدرسه فیزیک و ریاضی آندری کولموگوروف تحصیل می‌کرد و به دانشگاه دولتی مسکو رفت. در سال ۱۹۹۳، او مدرک خود را در رشته فیزیک نظری از دانشکده فیزیک عمومی و کاربردی مؤسسه فیزیک و فناوری مسکو دریافت کرد.
مابین سال‌های ۱۹۹۱ و ۱۹۹۸ تحقیقات علمی خود را در اسرائیل و کالیفرنیا پی‌گرفت. در سال ۱۹۹۸، او به مسکو برگشت تا تنها به ادبیات بپردازد و اکنون در اسرائیل زندگی می‌کند.